# 동탁
동탁(董卓, 139년 ~ 192년 5월 22일(음력 4월 23일))은 중국 후한 말의 군웅, 정치인이다. 자는 중영(仲穎)이며 양주(凉州) 농서군 임조현(臨洮縣)(현재 감숙성 민현 (딩시시)) 사람이다.
영제 사후 십상시의 난 등 정치적 혼란을 틈타 정권을 잡았다. 소제를 폐하고 부패·살인·약탈·도굴·방화·축재 등 온갖 폭정을 휘둘렀다. 관리들의 대규모 무장 항명사태인 반동탁 연합군과 각종 암살 시도가 있었고 결국 왕윤·여포에게 죽임을 당하였다. 이후 대표적인 악인으로 두루 회자되었다.
배잠(裴潛)에서 동탁은 호방하며 지력과 결단력을 갖춘 탁월한 무예가로 소개하고 있다. 낙양에서 장안으로 천도를 했으며 청류들과 교류하며 하진군을 포용하였다고 평했다.

## 생애

### 강족과의 교류
젊어서부터 강족 지역을 유랑하며 유력자와 친분을 맺었다. 돌아와서는 농사를 지었는데 친했던 강족 무리가 찾아오자 밭 갈던 소를 잡아 연회를 베풀고 같이 즐겼다. 그러자 강족들이 감격하여 말과 소를 제외한 가축 1,000여 마리를 선물로 주었다. 환제의 말년인 167년(영강 원년), 동탁은 양갓집 자제로서 우림랑(羽林郞)으로 뽑혀, 흉노 중랑장 장환(張奐) 밑에서 사마로 종군하여 한양(漢陽, 천수군)에서 강족을 쳐부수었다. 이 공으로 낭중(郞中)이 되고 비단 9,000필을 받았다. 비단은 부하들에게 모두 나누어 주었다.
이민족으로부터 변방을 지키며 여러 공을 세워 광무 현령(廣武―), 촉군 북부도위, 서역 무기교위(西域戊己校尉), 병주 자사, 하동 태수 등을 거쳤다. 184년(중평 원년) 황건적을 상대로 승전을 거듭하던 노식이 좌풍(左豐)에게 뇌물을 주지 않아서 소환당하고 그 대신, 동탁이 동중랑장(東中郞將)으로서 장각을 공격했다가 패하여 벌을 받았다.

### 양주의 난
겨울 북지군(北地郡), 농서군 부한현(枹罕縣)·하관현(河關縣)의 선령강(先零羌)과 소월지 가 북궁백옥(北宮伯玉)과 이문후(李文侯)를 장군으로 추대하고 난을 일으켰다. 한수와 변장(邊章)은 위협을 받고 군정을 맡았다. 185년 봄 삼보(三輔)라 불리는 경조, 풍익, 부풍까지 기병 수만 명으로 침범해오므로 좌거기장군 황보숭의 지휘 하에 그 진압을 맡았다. 7월(음력) 황보숭이 장양에게 뇌물을 주지 않았기 때문에 면직되고 장온이 부임하였다. 동탁은 파로장군(破虜―)으로 승진하였다.
고전하다가 11월(음력) 떨어진 별똥별에 불안해하는 반군을 바로 공격하여 크게 깨트리고 수천 명을 베었다. 탕구장군(盪寇―) 주신(周愼)이 유중(楡中)으로 추격하였다. 동탁은 주신의 뒤에서 보급선을 지키려 했으나 장온은 선령강 토벌을 명했다. 과연 보급선이 끊기고 주신은 패퇴하였다. 동탁은 수만 명의 강족에게 포위당했지만 둑을 쌓은 후 물고기를 잡는 척하면서 그 아래로 자맥질해서 빠져나왔다. 그리고 둑을 무너트리니 강족은 물이 깊어 쫓아오지 못했다. 진압군이 모두 패퇴하는 와중에도 동탁군만이 전력을 보전한 채 돌아와 부풍에 주둔했으므로 태향후(斄鄕侯)에 봉해지고 식읍 1,000호를 받았다.
186년 겨울 한수가 북궁백옥, 이문후, 변장을 죽이고 10여만 명으로 늘어나자 187년 이상(李相), 마등, 왕국마저 합세하였다. 188년 왕국 등이 진창(陳倉)을 포위하자 전장군이 되어 황보숭과 함께 구원하러 갔다. 동탁은 진창으로 바로 나아가야 한다고 했지만 황보숭은 진창이 충분히 버틸 수 있다며 반군이 힘이 빠지기를 기다렸다. 189년 2월(음력) 왕국 등이 스스로 군을 물리자 황보숭이 때를 놓치지 않고 추격하려 하였다. 동탁이 이번에는 궁지에 몰린 적을 치는 것은 위험하다며 반대하자 그의 부대를 후방에 남겨둔 채 황보숭만이 진격하여 만여 명을 베고 반군을 소탕하였다. 동탁은 몹시 부끄럽고 한스러워 황보숭을 미워하였다.

### 낙양 입성
중앙에서 소부로 삼아 불렀는데도 ‘호인(胡人) 병사들의 형편이 처참하여 자신을 가지 못 하게 하니 어쩔 수 없이 위무하겠다’며 취임을 거부했다. 조정에서는 어찌 하지 못하다가 이번에는 병주목에 임명하고 기존의 병력은 황보숭이 맡도록 하였다. 동탁은 ‘이들과 함께 한 지 10년이어서 목숨을 바칠 정도로 우애가 깊다’며 또 거절하였다.
4월(음력) 영제가 죽은 후 대장군 하진과 원소가 환관들을 제거하려 했는데 하태후가 반대하였다. 이에 여러 호걸들과 그 군대를 불러와 태후를 협박할 계획을 세우고 정태의 반대에도 불구하고 동탁까지 불렀다. 동탁이 미처 낙양에 도착하기 전에 하진은 암살되고 호분중랑장 원술과 사례교위 원소가 환관들을 몰살하였다. 환관 장양과 단규 등은 소제와 진류왕 유협(훗날 헌제)을 데리고 소평진(小平津)으로 도주하므로 상서 노식과 하남중부연(河南中部掾) 민공이 좇아가 죽였다. 동탁이 북망산에서 황제 일행을 영접하여 낙양으로 들어왔다.

### 정권 장악과 횡포
원래 동탁의 병사는 불과 3,000명뿐이었지만 사오일 간 밤에는 몰래 밖으로 군사를 보내고 다음날 아침 북을 울리며 입성시키기를 반복하여 대군인 양 꾸며서 위세를 보였다. 죽은 하진·하묘 형제의 병력을 자연스레 거두었을 뿐더러 여포를 부추겨 집금오 정원을 제거하고 그 군대까지 흡수하니 정말로 대군이 되었다. 가뭄을 이유로 사공 유홍을 면직시키고 대신 그 자리에 올랐다.
소제는 어리석은 데 반해 유협은 똑똑한데다 같은 성씨인 동태후가 길렀으므로 폐립할 뜻을 품었다. 먼저 원소에게 그 뜻을 내비치니 반대하기에 ‘유씨(劉氏)는 남겨둘 수 없다’고 화냈다. 원소 역시 발끈하여 ‘천하에 강한 자가 어찌 동탁뿐이겠는가!’라고 큰소리는 쳤지만 이내 기주로 달아났다.
9월 대신들과 폐립을 의논하였다. 오직 노식만이 반대했을 뿐 아무도 감히 나서지 못 했다. 소제는 폐위하여 홍농왕으로 강등시키고 유협을 제위에 앉혔으며 하태후와 그 어머니 무양군(舞陽君)을 죽였다. 이내 태위로 옮겼다가 헌제를 옹립한 공이 있다 하여 스스로 상국에 오르고(11월 26일) 자신은 미후(郿侯), 어머니는 지양군(池陽君)에 봉했다. 황제를 배알할 때 자신의 이름을 부르지 않았으며[贊拜不名] 칼을 찬 채 전각에 올랐다.[劍履上殿] 동탁과 그 휘하 군대는 살인·약탈·겁탈·축재 등 온갖 전횡을 저질렀다.

### 반동탁 연합군 궐기
환관들이 충성스럽고 어진 이들을 주살했던 것을 천하가 미워했으므로 뭇 선비들을 발탁하였다. 주비는 이부상서, 오경(伍瓊)은 시중(侍中), 정태는 상서에 임명하고 한복은 기주, 유대는 연주, 공주는 예주자사로 각각 파견하였으며 장자(張咨)는 남양태수로 삼았다. 사실 이들은 모두 동탁을 몰아내려고 공조하고 있었고 마침내 190년(초평 원년) 발해태수 원소를 맹주로 반동탁 연합군이 일어났다.
안 그래도 황건적이었던 곽태(郭太) 등의 백파적(白波賊)이 서하군에서 봉기하여 그 규모가 10여만 명이었는데 반동탁 연합군까지 일어나자 난감해진 동탁은 이유를 시켜서 홍농왕을 독살하고(190년 1월 25일) 그들을 천거한 주비와 오경은 참했으며 태위 황완·사도 양표의 반대를 내치면서 장안 천도를 강행했다. 낙양 사람 수백만 명을 군대로 몰아치며 이주시키니 짓밟히거나 굶어 죽은 시체가 거리를 메웠고, 궁궐·관청·민가는 모두 불태워서 200리 내에는 남은 것이 아무것도 없었으며 여포를 통해 황제와 대신들의 묘까지 도굴하였다. 그 과정에서 원소의 숙부 원외와 원술의 동복형 원기 등 낙양에 남아있던 원소 일가를 멸족하였다.
6월(음력) 한융·음수·호모반·오수(吳脩)·왕괴(王瓌)를 보내 진정시키려 했으나 한융을 제외하고 모두 잡혀 죽었다. 이러는 중에 오수전을 녹이고 대신 소전(小錢)으로 화폐 개혁을 실시했는데 조악한데다 너무 많이 만들어서 초인플레이션이 일어나 곡식 한 곡(斛)이 수십만 전에 이를 정도로 실패하였다. 오수전이 불러온 초인플레이션은 삼국시대 내도록 이어져 동탁이 죽은지 40년은 지난 237년경에 쓰여진 주마루오간에 쌀 44곡3두(약2.6톤)가 8억전의 가치를 가진것으로 기록되었다. 동탁 집권 이전에 조숭이 1억전을 바치고 후한의 관직서열 3위인 태위직까지 샀던것을 생각하면 당시 인플레이션의 심각함을 볼 수 있다.

### 소득 없는 연합군
하내 태수 왕광이 태산병을 하양진(河陽津)에 주둔시키고 장차 남쪽으로 넘어오려 하기에 평음진(平陰津)에서 황하를 건널 것처럼 속이고 몰래 소평진에서 북상해서 그 배후를 둘러 공격해 거의 다 죽였다. 조조는 제북상 포신, 진류 태수 장막의 부하 위자와 함께 형양(滎陽) 방면으로 오므로 서영을 보내 무찔렀다. 서영과 이몽을 네 번 출전시켜 일대를 노략질하고 원소의 예주 종사(―從事) 이연을 삶아 죽였다. 겨울에는 노양(魯陽)으로부터 올라오던 장사 태수 손견까지 양(梁, 지금의 허난성 루저우시)에서 서영이 대파함으로써 세 방향 모두 성공적으로 방어하였다.
191년 음력 2월 손견이 흩어진 군사를 수습하고 다시 양인(陽人)으로 진격해오자 호진을 대독(大督), 여포를 기독(騎督)으로 삼아 요격하였다. 호진과 여포는 서로 사이가 좋지 않아 내분으로 패하였고 이각을 보내 화친을 시도했으나 결렬되었다. 손견이 낙양 가까이까지 진군해오므로 친히 맞붙었지만 패하여 낙양 입성을 허용하고 말았다. 다만 낙양은 이미 황폐해져 보급이 어려웠기에 손견은 곧 노양으로 돌아갔다. 주준 역시 한때 낙양에 입성했었으나 이내 중모(中牟)에 주둔하였다. 동탁은 중랑장 동월(董越), 단외, 우보를 각각 면지(黽池), 화음(華陰), 안읍(安邑)에 배치하여 대치시키고 장안으로 들어갔다.

### 여포의 배신
장안으로 들어오기 전 태사(太師)라 칭했다.(190년 3월 25일(음력 2월 12일, 정축(丁丑)일)) 황태자 급의 수레와 복식을 사용하였고, 동생 동민(董旻)에게는 좌장군과 호후(鄠侯), 큰조카 동황(董璜)에게는 시중과 중군교위를 주는 등 동탁의 가문 사람은 어린애라도 모두 한 자리씩 가졌다. 미현(郿縣)에 오(塢)를 쌓고 만세오(萬歲塢)라 하였다. 높이가 높은 곳은 7장(丈)에 이르렀으며 30년 치 식량을 비축했으므로 동탁 스스로 “일이 잘되면 천하를 웅거하고 잘 안되면 이곳을 지키며 여생을 보내겠다”고 자신했다. 법령이 가혹하고 문란하여 억울하게 죽은 자가 많았다. 관중의 귀족들은 반역죄를 뒤집어쓰기도 했다.
동탁은 여포를 매우 신임해서 양아들로 삼고 경호를 맡겼었다. 어느날 동탁은 사소한 일로 화가 나서 여포에게 수극을 던졌다. 민첩하게 피했기에 망정이지 죽을 뻔한 여포는 이 일이 앙금으로 남았다. 거기다 동탁의 시중드는 계집종과 몰래 정을 통한 일도 있어 발각될까 두려웠다. 왕윤은 상서복야 사손서와 동탁 주살을 모의하고 있었는데 여포가 수극에 죽을 뻔한 일을 듣고는 여포도 회유하였다. 여포는 처음에는 부자 사이에 어떻게 그럴 수 있냐고 펄쩍 뛰었지만 왕윤이 ‘친부도 아닐 뿐더러 아버지가 아들에게 수극을 던지겠느냐’고 설득하니 결국 동참하였다.
192년 4월 동탁이 여포 등 호위병을 거느리고 궁궐로 들어가는데 기도위 이숙 등 10여 명의 습격을 받았다. 동탁은 속에 갑옷을 입은지라 팔에만 부상을 입고 수레에서 떨어졌다. 큰 소리로 여포를 찾자 여포는 “조서를 받들어 역적 동탁을 치노라”고 하였고, 동탁은 “개 같은 놈, 네가 어떻게 이럴 수가 있느냐!?” 란 마지막 말을 남기고 죽었다.(5월 22일, 음력 4월 23일, 신사(辛巳)일) 이를 만방에 알리니 사졸들은 만세를 부르고 사람들은 거리로 뛰쳐나와 노래하고 춤추며 잔치를 벌였다. 미오는 황보숭이 점령하였으며 동탁의 시체는 거리에 내버려지고 그 일족은 멸족되었다. 이 때 동탁의 생모인 지양군도 왕윤의 면전에 끌려와서 나이가 많다는 이유를 들어 살려달라고 애원했으나 왕윤은 이를 묵살하고 지양군을 '동탁을 낳은 죄'를 죄목으로 명시하고 지양군을 참수했다. 동탁은 금 이삼만 근, 은 팔구만 근, 비단과 구슬 등 온갖 보물을 산처럼 모아 놨었다.

## 특징과 성품
거칠고 사나웠으며 지략이 있었다. 강족들도 경외할 정도로 힘이 세고 무예가 뛰어나서 동개(활과 화살을 꽂아 넣어 등에 지도록 만든 물건) 두 개를 차고 말을 몰면서 좌우로 활을 쏠 수 있었다. 오부(伍孚)가 동탁의 암살을 시도했을 때도 힘이 세서 실패한 바 있다. 한편으로 매우 뚱뚱했다. 동탁의 시체에서 기름이 흘러 이를 지키는 관리가 그 배꼽 위에 심지를 놓고 불을 붙였는데 며칠씩이나 계속 탔다.
흉악하고 방자한데다 잔인했다. 한번은 양성(陽城)에 군대를 보낸 일이 있었는데 마침 백성들이 지신제를 지내고 있기에 모두 죽이고 재물과 부녀자를 취하고는 도적을 격파했다며 만세를 불렀다. 장안에서는 공경대신들에게 연회를 베풀었는데 북지에서 반란을 일으켰다가 항복한 수백 명을 그 자리에서 죽였다. 먼저 혀를 자른 다음 손발을 베고 눈알마저 파낸 후에 삶았으며 미처 죽지 않은 자들은 주안상 사이로 굴러다녔다. 모두가 두려움에 벌벌 떨며 수저를 들지 못 하는데 동탁만이 태연자약하게 먹고 마셨다.
억세고 편협하며 화가 나면 뒷일을 생각하지 않았다. 동탁이 아끼는 호인 부하가 이를 믿고 제멋대로 행동하다가 사례교위 조겸(趙謙)에게 죽었다. 동탁이 대노하여 “내가 사랑하는 개도 꾸짖지 못하게 하는데 하물며 사람은 아닐쏘냐!”라고 하며 사례도관(―都官)을 죽였다. 위위 장온은 개인적인 감정 때문에 태형을 받고 목숨을 잃었으며 동탁을 노려보기만 해도 저세상으로 갔다. 호위를 맡긴 여포에게까지 사소한 이유로 수극(手戟)을 던질 정도였고 결국 이것이 화가 되었다.

## 평가
손견은 장온의 호출에 늦게 온 동탁이 그 태도까지 불손하다며 동탁을 살려두면 훗날 큰 재앙이 될 것이라면서 군율에 따라 참수할 것을 진언한 적이 있다. 장온은 ‘동탁이 농촉(隴蜀)에서 위세와 명성을 떨치고 있으므로 전투에 꼭 필요하다’며 받아들이지 않았다. 하진이 동탁을 부를 때 노식은 ‘흉악하고 사나워 제어가 어려울 것’이라고 정태는 ‘욕심이 끝이 없어서 조정이 위태로울 것’이라며 반대하였다. 포신 역시 낙양에 갓 입성한 동탁이 다른 뜻이 있으니 조속히 도모해야 하다고 원소에게 강권하였다.
동탁이 정권을 장악한 후 순유는 정태, 하옹, 충집, 오경과 그 암살을 모의하며 ‘동탁의 무도함은 걸왕, 주왕보다도 심하니 그를 죽이는 것은 제 환공이나 진 문공의 의거와 같다.’고 하였다. 순욱은 191년 조조에게 임관하며 “그 포학함이 지나치게 심하니 필히 변을 당해 망할 것입니다.”라 평하였고 그 말대로 수회 암살 시도가 있었고 결국 왕윤, 여포 등에게 죽었다.
《삼국지》의 저자 진수는 ‘거칠고 포악하며 사악한데다 잔인하다. 역사를 기록한 이래 이와 같은 자는 없었다.’고 평하였다. 《후한서》의 저자 범엽은 ‘원래 호랑이 같은 성깔로 우연히 난세를 만나 온갖 악행을 저지르면서도 대신들과 정사를 타협하고 찬탈도 주저했으니 어찌 보면 대도라 하겠다.’고 평하였다. 왕찬의 《영웅기》에서는 사람들이 ‘동탁이 있어서 큰 난리가 생겼고 그 난리가 동탁 자신까지 집어삼켰다’고 말했다고 한다.
동아시아에서 동탁은 왕망, 조조 등과 함께 나라를 도탄에 빠트린 역적의 대명사로 취급되었다.

## 삼국지연의
사서가 아닌 소설 《삼국지연의》에서도 악인으로 묘사한다. 장각과의 전투에서 자신을 구해준 유비 삼형제를 업신여기는 것으로 첫등장한다. 조조가 칠보도(七寶刀)를 빌려 동탁 암살을 시도하다가 실패하는 장면을 추가하였다. 왕윤이 양녀 초선을 이용하여 동탁과 여포 사이를 이간질하는 것으로 연출하였으며 죽는 날 선양받는 줄 알고 궁궐로 들어간다.

## 가계
- 부친: 동군아
- 모친: 지양군
- 양자 : 여포
- 사위 : 우보

## 동탁을 섬긴 사람들
- 가후　문화(文和)
- 곽사
- 단외
- 동승
- 번조
- 복호적아
- 서영
- 서황   공명(公明)
- 송과
- 우보
- 양밀
- 양봉
- 양정　정수(整修)
- 여포   봉선(奉先)
- 이유   문우(文優)
- 이각
- 이리
- 이몽
- 장료   문원(文遠)
- 장수
- 장제
- 한섬
- 호진　문재(文才)
- 화웅
- 호거아

## 관련 작품

### 드라마
- 《삼국연의》, 중국 CCTV, 1994년, 배우 : 이파(里坡)
- 《삼국》, 중국 CCTV, 2010년, 배우 : 여효화(중국어 간체자: 吕晓禾, 정체자: 呂曉禾)

## 같이 보기
- 삼국지 인물 목록

## 참고 문헌
- 범엽, 《후한서》(5세기),

〈제64권〉 열전 제54 노식
〈제65권〉 열전 제55 장환
〈제72권〉 열전 제62 동탁
- 《삼국지》6권 위서 제6 동탁

| 전임 유홍 | 제64대 후한의 사공 189년 음력 8월 ~ 189년 음력 9월 을유일 | 후임 양표 |

| 전임 유우 | 제67대 후한의 태위 189년 음력 9월 을유일 ~ 189년 음력 11월 계유일 | 후임 황완 |